# 联盟街道 (扶余市)
联盟街道，是中华人民共和国吉林省松原市扶余市下辖的一个乡镇级行政单位。

## 行政区划
联盟街道下辖以下地区：
联盟社区、西南街社区、十四号村和高家村。